# Инвестиционный проект
Инвестиционный проект — экономический или социальный проект, основывающийся на инвестициях; обоснование экономической целесообразности, объёма и сроков осуществления прямых инвестиций в определённый объект, включающее проектно-сметную документацию, разработанную в соответствии с действующими стандартами.
Инвестиционный проект — обоснование экономической целесообразности, объемов и сроков осуществления капитальных вложений, при этом необходима проектно-сметная документация, а также описание практических действий по реализации инвестиций.
Иногда для удобства выделяют понятие бизнес-плана для обозначения обоснования, при этом сам проект называют «Инвестиционный проект».

## Типы проектов
Инвестиционные проекты делятся на:
- производственные
- научно-технические
- коммерческие
- финансовые
- экономические
- социально-экономические

В коммерческой практике принято выделять:
а) инвестиции в финансовые активы (реальные, или капиталообразующие, или производственные инвестиции) — инвестиции в производственные здания и сооружения, любые виды машин и оборудования сроком службы более одного года;
б) инвестиции в денежные активы (портфельные инвестиции) — права на получение денежных сумм от других юридических или физических лиц;
в) инвестиции в нематериальные активы — расходы, не связанные с материальным воплощением, но имеющие экономическую ценность. Могут быть материализованы в случае ликвидации предприятия, а также при слиянии и поглощении.

## Оценка инвестиционных проектов
Для оценки инвестиционных проектов рассматриваются такие основные факторы, как денежные потоки и их распределение во времени (то есть необходимо учитывать, не только, сколько денег принесет проект, но и насколько быстро) и рискованность проекта.